# Elecciones generales de Japón de 1902
Las séptimas elecciones generales de Japón tuvieron lugar el 10 de agosto de 1902. Se incrementó el número de escaños de 300 a 376, y además se aumentó ligeramente el padrón electoral al reducirse el impuesto requerido para votar de 15 a 10 yenes. Sin embargo, todavía el 98% de la población estaba impedido de emitir sufragio. Fueron además las primeras elecciones que se realizaban en tiempo y forma, sin adelantarse, y cumpliendo el parlamento saliente su mandato de cuatro años.
El partido Amigos del Gobierno Constitucional (Rikken Seiyūkai) obtuvo una amplia victoria con la mitad del voto popular y una mayoría absoluta de 191 escaños. Con este resultado, el partido se aseguró más de una década de dominación política, sin ser desbancado del poder hasta 1915.

## Sistema electoral
La reforma electoral realizada en 1900 abolió el sistema de escrutinio mayoritario uninominal parcial, por lo que ahora las elecciones se realizarían plenamente con un sistema de escrutinio mayoritario plurinominal, con 51 distritos electorales de varios miembros cada uno, para completar los 376 escaños de la Cámara de Representantes. Aunque el sufragio continuaba siendo sumamente restringido, se redujo el impuesto necesario para sufragar de 15 a 10 yenes, por lo que la votación quedaba abierta para todos los varones mayores de veinticinco años que pudieran pagar dicho impuesto. Con esto, a diferencia de las anteriores elecciones, en las que medio millón de personas estuvo registrada para votar, en esta ocasión casi un millón de ciudadanos quedó empadronado.

## Resultados
|  | 50.40 % |

|  | 25.67 % |

|  | 4.39 % |

|  | 4.18 % |

|  | 2.85 % |

|  | 12.51 % |

|  | 88.39 % |